# Ртутні руди
Ртутні руди (рос. ртутные руды, англ. mercury ores; нім. Quecksilbererze n pl) — природні мінеральні утворення, що вміщують ртуть у концентраціях, при яких їх використання технічно можливе та економічно доцільне.

## Класифікація
Руди за вмістом ртуті поділяються на:
- дуже багаті (5-10 %),
- багаті (до 1 %),
- рядові (0,2-0,3 %),
- бідні (0,06-0,12 %),
- убогі (0,02-0,05 %),
- ртутьвмісні (0,00001-0,01 %).

В світі відомі наступні типи ртутних родовищ: телетермальні, вулканогенні,
плутоногенні, розсипні, ртутьвміщуючі сульфідних і вугільних родовищ. Головне
промислове значення мають телетермальні та вулканогенні.

## Ртутні мінерали

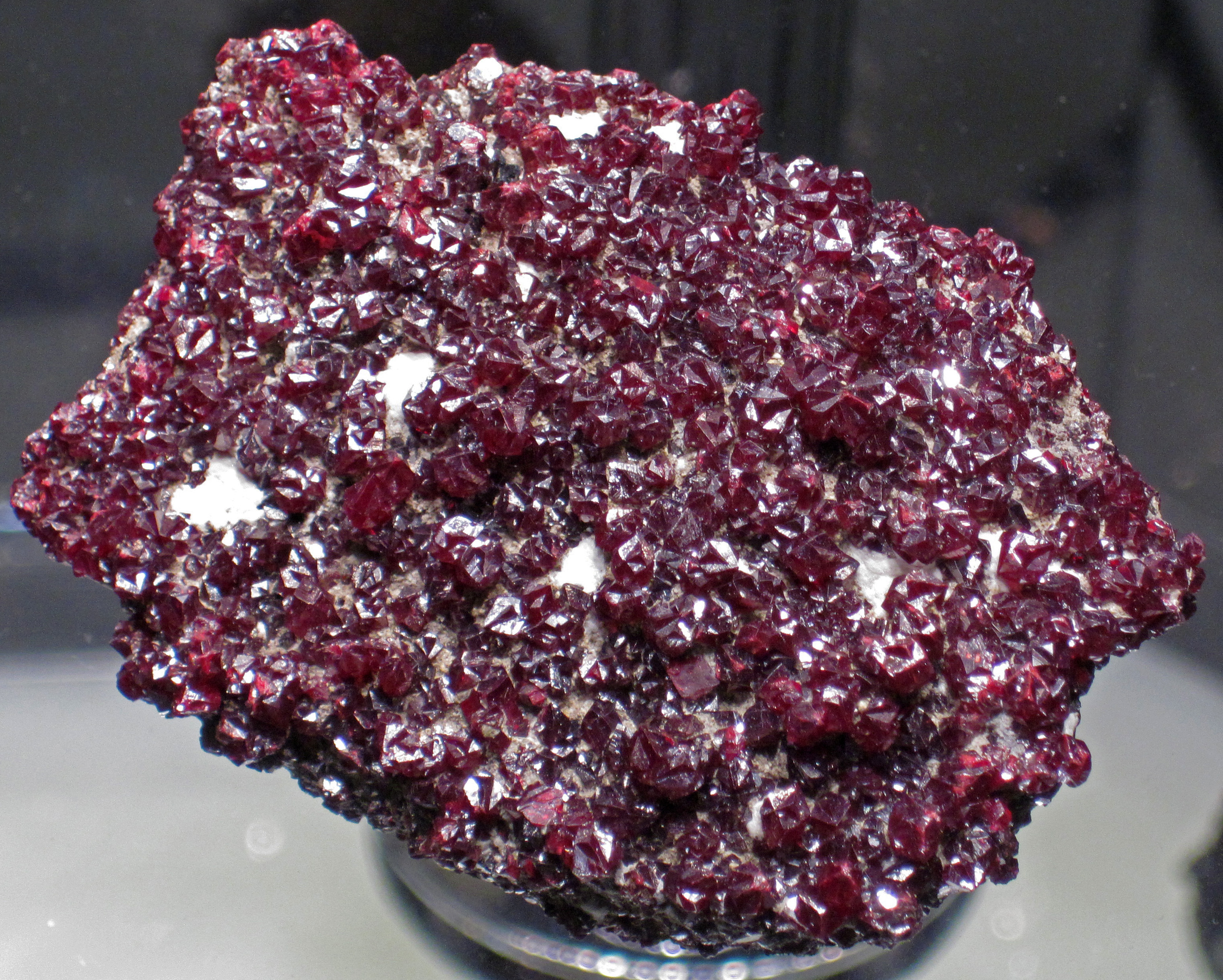
Кіновар з України (Музей природничої історії Карнегі, Піттсбург, Пенсільванія, США)

Головний рудний мінерал — кіновар (86,2 % ртуті), другорядні — метацинабарит, самородна ртуть, лівінгстоніт, кордероїт, макдермітит, ртутьвмісні сульфосолі міді, стибію, арсену і сфалерит. За технол. властивостями вони поділяються на монометалічні, комплексні і ртутьвмісні. Монометалічні ртутні руди складені зазвичай кіновар'ю; рідше — метацинабаритом, самородною ртуттю, кордероїтом і макдермітитом в асоціації з кварцом і ін. модифікаціями кремнезему, карбонатами, іноді також з глинистими мінералами і флюоритом. Вміст ртуті в комплексних рудах рідко перевищує 0,1 %. Це зумовлює економічну доцільність їх переробки лише при умові одночасного вилучення декількох корисних компонентів: ртуті і стибію, ртуті і вольфраму, ртуті і міді та ін.
Ртуть може вилучатися попутно з кам'яного вугілля, сульфідних руд, нафти, газу, цементної і флюсової сировини. Морфологія рудних тіл складна: виділяються пластоподібні і контактові поклади, жили, гнізда і штокверки. Їх об'єм від перших м³ до багатьох сотень тис. м³.

## Промислові типи ртутних родовищ
1 тип. Великі пластові, жильні та лінзоподібні метасоматичні поклади кіноварних руд. Середній вміст ртуті 0,3-1,0 %, мінімальний — до 0,15 %, максимальний 5-8 %. Запаси родовищ цього типу складають сотні тис. т металу. В них видобувають бл. 50 % світового видобутку ртуті. Приклади: Альмаден (Іспанія), Монте-Альміата (Італія), Ідрія (Югославія), Хуанкавеліка (Перу), Микитівське (Україна), Сахалінське (РФ) тощо.
2 тип. Невеликі штокверки, дрібні гнізда, тріщинні жили кіноварних вкраплених та прожилкових руд у різних породах. Запаси кожного з таких родовищ невеликі. Мінімальний вміст ртуті в них 0,2 %. Приклади: родовища Киргизстану, Китаю, Нью-Альмаден та Нью-Ідрія (Каліфорнія, США).
У генетичному відношенні ртутні родовища поділяють на плутоногенні (або гідротермальні), телетермальні і вулканогенні. Крім того, значна роль у видобутку ртуті належить ртутно-золотоносним, ртутно-стибій-флуоритовим та ртутно-вольфрамовим комплексним рудам. Видобуток ртутних руд здійснюється в основному підземним способом шахтами і в менших обсягах кар'єрами. Глибина розробки досягає 800 м і більше, хоч основна маса ртутних руд залягає ближче до поверхні. Ртутні руди збагачуються пірометалургійним способом, а при переробці комплексних руд застосовують комбіновані технології, що включають гравітаційно-флотаційне збагачення і пірометалургійні процеси. Найзначнішими запасами ртутних руд володіють: Іспанія, Італія, США, Туреччина, Алжир. На території України є Микитівське родовище ртутних руд у Донецькій області (99 % запасів країни), а також родовища на Закарпатті (Вишківське рудне поле). Постачальниками ртуті на світовий ринок у кінці ХХ ст. були Іспанія, США, Алжир, Туреччина, Мексика і ін. країни. На початку XXI ст. основні країни-постачальники ртуті: Іспанія, Алжир, Киргизстан, Китай.
В унікальних родовищах (Альмаден в Іспанії) укладено понад 1000 тис. т металу, дуже великих 100–25 тис. т, великих 25–10 тис. т, середніх 10–3 тис. т і дрібних менше 3 тис. т.
Серед промислових родовищ ртутних руд виділяють: плутоногенні гідротермальні, вулканогенні гідротермальні і стратиформні.
Плутоногенні гідротермальні родовища відомі в Забайкаллі (Барун-Шивея, Ільдікан), Середній Азії (Тепар) і Гірському Алтаї (Чаган-Узун), в Китаї (Восі), Ірландії (Гортдрам), Туреччині (Гюмюслер), Тунісі (Джабель-Аджа) і США (Нью-Альмаден, Нью-Ідрія). Залягають серед теригенних, карбонатних, гранітоїдних, ультраосновних і метаморфічних порід. Рудні тіла мають жильну, трубоподібну, лінзовидну, штокверкову і гніздову форми. Представлені двома головними рудними формаціями: 1) кварц-хлорит-серицит-кіноварною (родов. Барун-Шивея і Ільдікан в Забайкаллі, Тепар в Середній Азії, Восі в Китаї, Гортдрам в Ірландії, Гюмюслер в Туреччині і Джабель-Аджа в Тунісі; 2) магнезіально-карбонатно-кіноварною або лиственітовою (родов. Чаган-Узун у Гірському Алтаї, Нью-Альмаден і Нью-Ідрія в США. Головний рудний мінерал — кіновар, другорядні — пірит, арсенопірит і антимоніт.
Вулканогенні гідротермальні родовища відомі на Чукотці (Пламенноє), Камчатці (Чемпура, Апапель), в Приамур'ї (Ланське), Середній Азії (Аксагата), Закарпатті (Україна) (Великий Шаян, Боркут); в Італії (Монте-Аміата), Словенія (Ідрія), Алжирі (Іслаїм), Туреччині (Казизмах), Японії (Ітомука) і США (Мак-Дерміт, Опаліт, Кордеро, Сульфур-Бенк). Рудні тіла мають жильну, штокверкову, трубовидну, гніздову, лінзовидну, пластоподібну і складніші форми. Залягання рудних тіл, як правило, круте. Розміри рудних тіл зазвичай незначні — сотні метрів за простяганням при потужності декілька метрів — перші десятки метрів; за падінням — до 200–250 м, хоч на великих родовищах (Монте-Аміата) вони простежуються до глибини бл. 1 км. Серед ртутних мінералів нарівні з кіновар'ю зустрічаються метацинабарит і самородна ртуть, іноді — каломель і кордероїт, рідше — реальгар, аурипігмент, антимоніт, марказит, пірит, ґаленіт, сфалерит, халькопірит, арґентит, піраргірит, сріблясте золото і срібло. Вміст ртуті змінюється від 5-3 % в багатих рудах і до 0,2-0,1 % в бідних.
Стратиформні родовища на Донбасі (Микитівка), в Середній Азії (Хайдаркан, Чаувай), на Кавказі (Сахалінське), Республіка Саха, РФ (Левосакинджин), Іспанії (Альмаден), Китаї (Ваньшань), Перу (Хуанкавеліка). Рудні тіла представлені головним чином пластовими покладами і лінзами серед пористих пісковиків або вапняків. З цими покладами зв'язані січні рудні тіла у вигляді жил і штокверків. Потужність рудоносних горизонтів змінюється від декількох метрів до 30–40 м, вони простежуються на сотні метрів — перші кілометри за простяганням і до 800–1000 м за падінням із збереженням типу зруденіння, але із зменшенням потужності рудних тіл і вмісту ртуті: на верхніх горизонтах він іноді досягає 10-15 %, на глибині — бл. 1 %. Зустрічаються багатоярусні рудні поклади. Головний рудний мінерал — кіновар, місцями антимоніт.

## Цікаво
Випробування ртутних руд (добування з них ртуті) описано в ряді давніх джерел. Наводимо уривок з праці Георга Агріколи De Re Metallica (1556 р.), який саме присвячений опису добування ртуті з руди:
| Ртутну руду слід випробувати так. З однією частиною роздробленої руди змішай три частини вугільного порошку і жменю солі. Суміш помісти в тигель, горщик або жбан, прикрий кришкою і замаж її глиною. Посудину постав на розпалене вугілля і після того як вона розігріється до червоного, вийми, бо якщо ти будеш продовжувати її нагрівати, ртуть випарується з суміші разом з димом. Нарешті, сама ртуть буде тобою знайдена на дні остиглого тигля або іншої посудини, в яку ти помістив випробувану руду. |
| Ртутні руди плавлять у подвійних чи одиночних тиглях. Верхня частина подвійного тигля схожа на скляну посудину, в яку наливають сечу для огляду її лікарем, причому ця частина донизу звужується. Нижня частина є посудиною, схожою на горщик, в якому чоловіки і жінки готують сир, але більшого розміру. Нижню посудину необхідно до країв закопати в землю чи золу. Руду, роздроблену на дрібні шматки, кладуть у верхні посудини і щільно закупорюють їх мохом. Після цього їх перевертають дном догори та вставляють в отвори нижніх посудин. Щілину в місці з'єднання обох посудин промазують глиною для того, щоб ртуть, що виділяється в них, не могла випаруватися... Зазвичай у землі встановлюють 700 подвійних горщиків. З усіх боків їх повинна оточувати суміш подрібненої землі з вугіллям, з якої верхні горщики виступають на ¼ фута. По обидва боки горна кладуть брили породи, а на них жердини і поперечні жердини. Жердини не повинні торкатися горщиків, оскільки інакше полум'я нагріє ртуть і остання проникатиме через міхи в нижні горщики. Якщо руда плавиться у верхніх горщиках, ртуть витікає з них у нижні горщики. |